# Ferdinand Bloch-Bauer
Ferdinand Bloch-Bauer rozený Bloch (16. srpna 1864 Mladá Boleslav – 13. listopadu 1945 Curych) byl česko-rakouský podnikatel židovského původu, velkoprůmyslník a milovník umění.

## Mládí a vzdělání
Ferdinand Bloch se narodil roku 1864 v Mladé Boleslavi jako nejmladší ze tří synů pražského židovského cukrovarníka a bankéře Davida Blocha (1820–1892) a jeho manželky Marie Štrasnové (1827–1914). Tam také navštěvoval obecnou školu a nižší gymnázium. V roce 1878 rodina přesídlila do Prahy, kde Ferdinand Bloch absolvoval obchodní akademii v Resslově ulici (tehdy Hurtovské); angličtinu tam tehdy vyučoval Josef Václav Sládek. Roku 1881 studia zakončil roční praxí v oboru finančnictví v Berlíně.

## Praxe
Již před otcovou smrtí se stal správcem rodinného cukrovaru v Kostelci nad Labem. Dále pracoval pro firmu Schöller, jeden z nejvýznamnějších cukrovarnických koncernů v Rakousku-Uhersku, v níž se vypracoval na manažera. Byl také členem několika správních rad, především rakouské velkobanky K. k. Privat Allgemeine Österreichische Boden-Credit-Anstalt ve Vídni. Předsedal Akciové společnosti pro průmysl cukrovarnický v Hodoníně. Dále byl činný ve svazu obchodníků s cukrovou řepou a ve správních radách cukrovarů v Mostě, v Pohronském Ruskově (Oroska) a v maďarské Petöháze.

## Sňatek s Adélou Bauerovou a přátelství sKlimtem

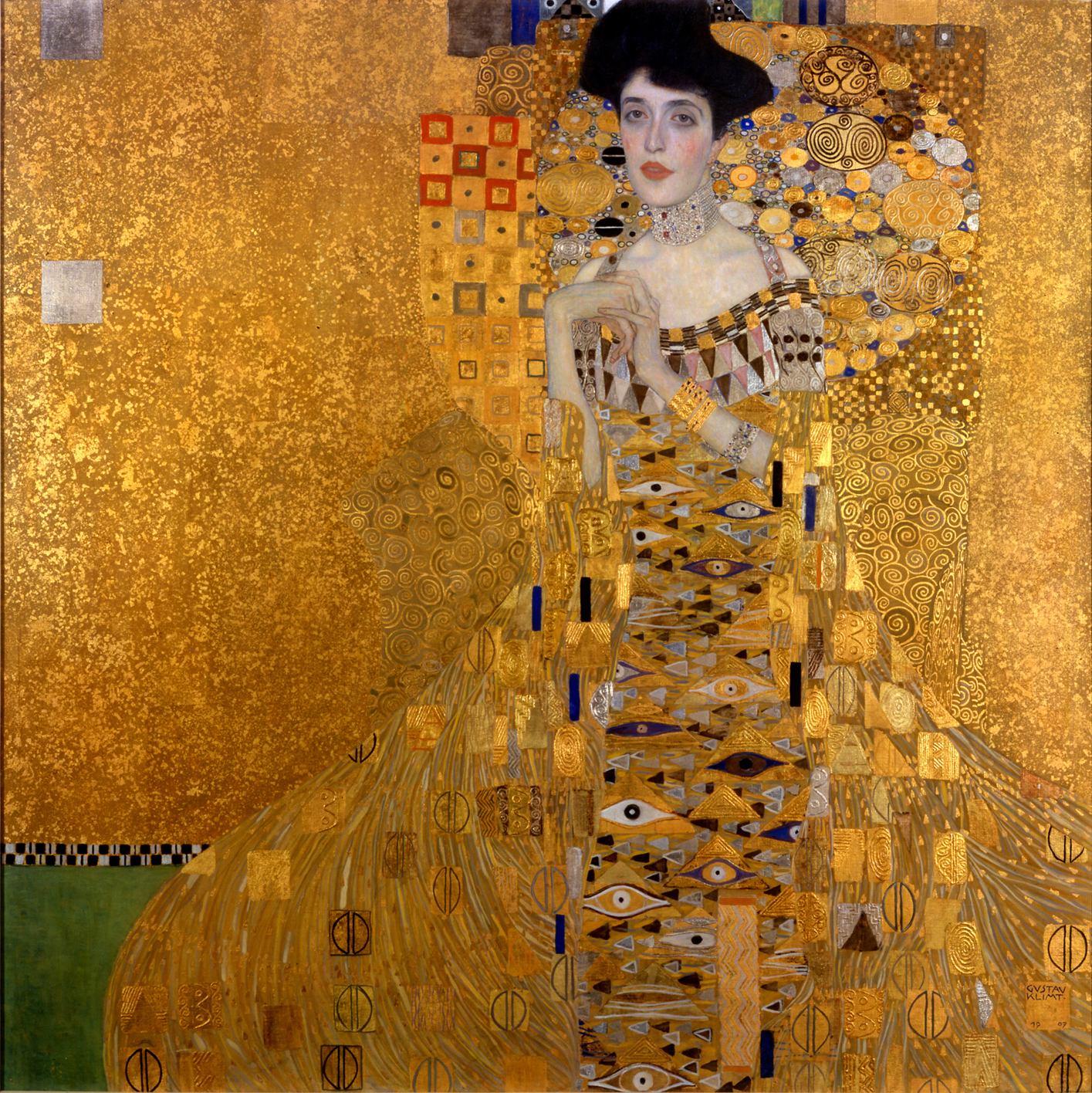
Adele Blochová-Bauerová na obraze „Zlatá Adele“ Gustava Klimta

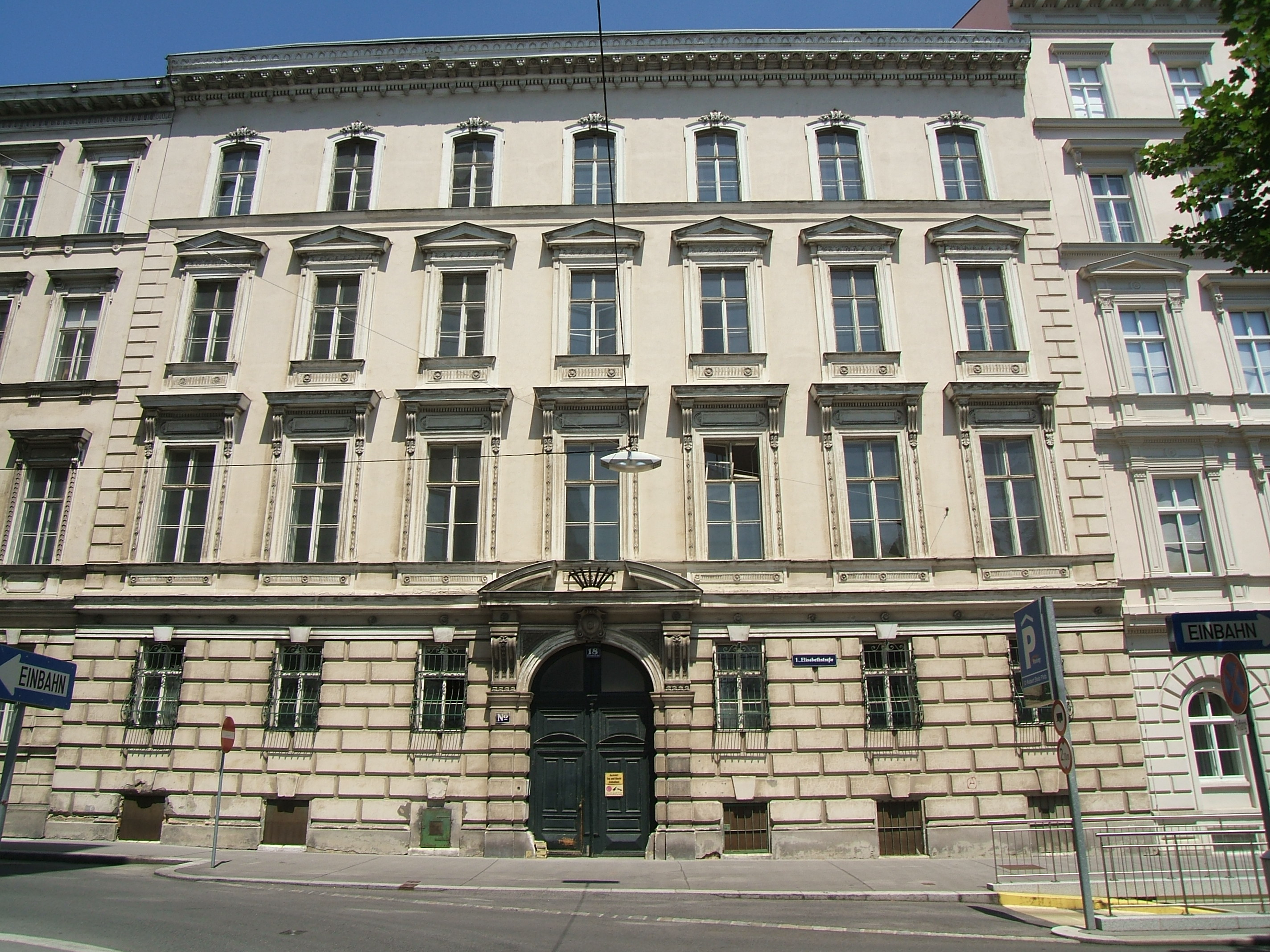
Občasné sídlo na Elisabethstraße č.16–18 ve Vídni

Roku 1899 ve věku 35 let se seznámil s 18letou Adele Bauerovou, dcerou Moritze Bauera (1840–1905), generálního ředitele Vídeňského bankovního spolku (Wiener Bankverein) a prezidenta Orientálních drah. Ještě v prosinci téhož roku uzavřeli manželství a dohodli se na společném příjmení Bloch-Bauer. Manželství však zůstalo bezdětné, poté, co Adéle dvakrát potratila a třetí dítě zemřelo dva dny po narození. Ferdinandův bratr Gustav si vzal Adélinu sestru Thedy, takže došlo k rodinnému propojení kapitálu velkoprůmyslníků a bank.

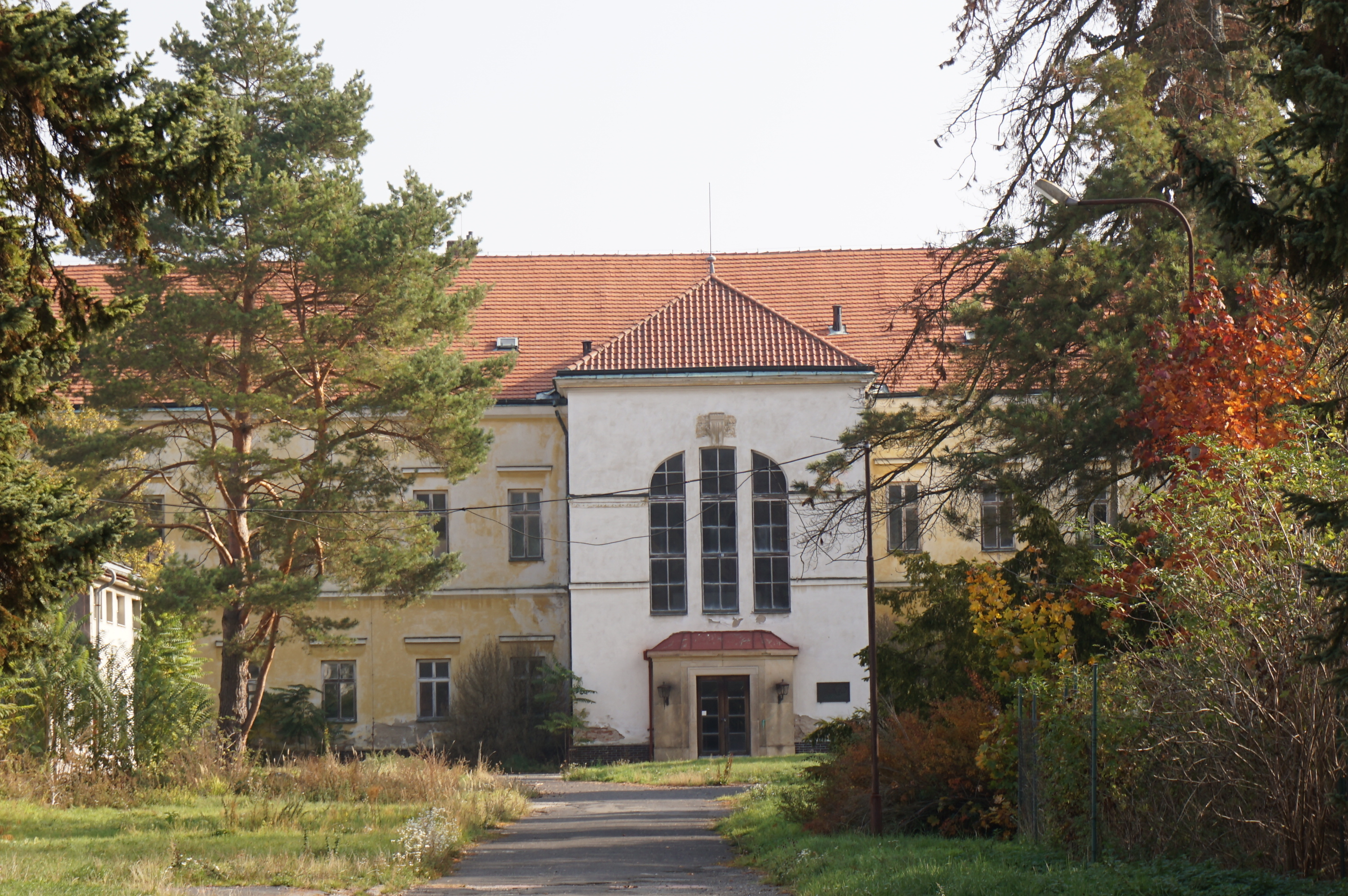
Dolní zámek v Panenských Břežanech

Ferdinand Bloch-Bauer a jeho žena byli respektovanými osobnostmi vídeňského fin de siècle a období počátku rakouské první republiky. V jejich příbytku na Schwindgasse č. 10 ve 4. vídeňském městském okrese Wieden a později na Elisabethstraße č. 18 v okrese Vnitřní Město se setkávaly osobnosti z oblastí politiky, kultury či ekonomie, jako např. Karl Renner, Julius Tandler či Stefan Zweig, s nimiž intelektuálně velmi aktivní Adéle Bloch-Bauerová se sympatiemi k sociální demokracii udržovala intenzivní kontakty.
Zvláště osobní vztah pak měli manželé k malíři Gustavu Klimtovi, jemuž Adéle často stávala modelem, a jehož Ferdinand finančně podporoval. V rodinném paláci Bloch-Bauerových na Elisabethstraße bývaly rozvěšeny Klimtovy obrazy, jako Zlatá Adele (Adele Bloch-Bauer I) či Jabloň I (Apfelbaum I), vytvořené na zakázku pro Ferdinanda Blocha-Bauera.
Roku 1909 Bloch-Bauer koupil panství Odolena Voda a Panenské Břežany s Dolním zámkem, do něhož se nastěhoval po adaptaci roku 1911 a instaloval v něm svou sbírku umění. Po zániku Rakouska-Uherska si v roce 1918/19 zažádal o československé občanství a panství uvedl jako své hlavní bydliště. Staral se o opravy jeho památek, například roku 1914 dal opravit Dientzenhoferův barokní kostel svatého Klimenta v Odoleně Vodě.

## Po smrti manželky
24. ledna 1925 jeho manželka zemřela na zánět mozkových blan a v závěti odkázala svůj portrét neteři Marii (dceři své sestry Thedy a Gustava Bloch-Bauera). Manželovi zůstala celá umělecká sbírka. Bloch-Bauer ovšem v probačním řízení za svou ženu uvedl, že uvedené obrazy jsou fakticky jeho majetkem, nikoliv jeho manželky. V roce 1927 pouze jeden obraz a sbírku kreseb věnoval Severočeskému muzeu v Liberci.
Ferdinand zanechal veškerý majetek v Čechách nebo ve Vídni, když na podzim roku 1938 uprchl přes Paříž do Švýcarska. Po celou válku žil v Curychu a bydlel v hotelu Belle Rive an Latz, kde také zemřel. Jeho ostatky jsou pohřbeny s ostatními členy rodiny v urnové hale hřbitova v Simmeringu ve Vídni. Jeho movité památky nacisté při arizaci židovského majetku roku 1941 rozprodali v aukcích. V Dolním zámku se usadil říšský protektor Konstantin von Neurath, později Reinhard Heydrich s rodinou. Některé obrazy byly převedeny do sbírek ve vídeňském Belvedere. V závěti Bloch-Bauer odkázal své jmění dětem svého bratra Gustava Blocha: polovinu majetku získala jeho oblíbená neteř Louise baronka Gutmannová (1907-1998), druhou polovinu rovným dílem synovec Robert Bloch-Bauer Bentley (1903–1987) a neteř Maria Altmannová. 
Po roce 1945 si na základě Adéliny závěti Rakouská republika činila nároky na vlastnictví celé umělecké sbírky včetně Klimtových obrazů. Portrét Zlatá Adéle se Adélině neteři Marii Bloch-Bauer-Altmannové podařilo z Rakouska získat v restituci teprve roku 2006. Obratem jej v aukci prodala za 135 milionů dolarů americkému milionáři Ronaldu Lauderovi, který jej vystavuje ve své Nové galerii moderního německého a rakouského umění v New Yorku.
Sbírka porcelánu byla po válce převedena do Uměleckoprůmyslového muzeave Vídni. Osudy dalších předmětů nebyly zveřejněny.